# 埃萨姆·埃尔-哈达里
埃萨姆·埃尔-哈达里（阿拉伯語：عصام الدين كمال توفيق الحضري；
1973年1月15日—）是一名埃及足球运动员，在场上担任守门员一职。现效力于埃及足球甲級聯賽的伊斯梅利，同时也是埃及国家足球队的一名成员。
哈达里被誉为是非洲足球历史上最伟大的守门员之一，也是迄今为止世界杯出场年龄最大球员。
2012年4月，科特迪瓦球星迪迪埃·德罗巴曾对切尔西杂志表示哈达里是他在职业生涯中所遇到的“最好的对手”。

## 俱乐部生涯
哈达里于1993年在家乡球队杜姆亚特俱乐部（Damietta Club）出道，1996年转会至埃及顶级俱乐部之一的阿尔阿赫利，在阿尔阿赫利的12年里哈达里收获了8个联赛冠军（包括两个四连冠）、4个杯赛冠军和4个非洲聯賽冠軍盃的冠军。2008年2月，瑞士的錫永足球俱樂部宣布要与哈达里签订一份为期四年的合约，但这一行动引来了阿尔阿赫利的强烈反对。随后哈达里被阿尔阿赫利处以罚款并禁赛的处罚，最终在国际足联的介入及权限授予之下锡永完成了与哈达里的签约。
一年后的2009年7月20日，哈达里回到了埃及，和伊斯梅利体育俱乐部签约。2010年7月1日，哈达里又转会至扎马雷克体育俱乐部，但因其违反与锡永的合约而遭到4个月的禁赛处罚。年末，哈达里再次离开埃及，加盟苏丹俱乐部阿尔梅里赫。
在2011年夏天，哈达里收到了多份来自欧洲俱乐部的转会意愿，这使他萌生去意。同年8月哈达里有了去赫尔城试训的打算。不过阿尔梅里赫拒绝让哈达里离开俱乐部，并和哈达里签订了一份为期三年的合同。哈达里的代理人布里恩·尤布雷（Bryan Yeubrey）表示有数家英格兰的俱乐部对哈达里有兴趣。
2013年，哈达里第二次返回埃及，加盟了底格里斯河谷俱乐部。次年，哈达里第二次与伊斯梅利签约。

## 国家队生涯
哈达里首次代表埃及出场是在1996年3月25日与韩国的友谊赛，为埃及国家足球队出场159次，参加了6届非洲杯足球赛和2届国际足联联合会杯足球赛以及1届世界杯足球赛，并代表球队赢得了4个非洲杯冠军。哈达里在其中的3届非洲杯上荣获了最佳守门员的荣誉，分别是在家乡埃及举行的2006年非洲杯、在加纳进行的2008年非洲杯和在安哥拉进行的2010年非洲杯。
2013年1月，哈达里的代理人在推特上表示哈达里将会退出国家队，原因是他不愿再作为替补为国家队效力。哈达里也成为了埃及历史上国家队出场数第三多的球员（仅次于184场的艾哈迈德·哈桑和176场的霍萨姆·哈桑），也是赢得非洲杯足球赛冠军数最多的球员之一。不过在2014年3月5日哈达里又重新回到了国家队，参加了与波斯尼亚和黑塞哥维那的友谊赛，该场比赛最终以埃及2-0取胜告终。
2018年世界杯A组最后一轮沙特对阵埃及的比赛，哈达里登场并扑出沙特一粒点球。这是迄今为止世界杯出场年龄最大的球员。本场比赛最终埃及1-2不敌沙特，并以小组垫底出局。

## 国家队数据
数据统计截至2018年6月25日。
| 埃及国家足球队 | 埃及国家足球队 | 埃及国家足球队 |
| 年份           | 出场           | 进球           |
| -------------- | -------------- | -------------- |
| 1996           | 2              | 0              |
| 1997           | 9              | 0              |
| 1998           | 4              | 0              |
| 1999           | 6              | 0              |
| 2000           | 3              | 0              |
| 2001           | 6              | 0              |
| 2002           | 14             | 0              |
| 2003           | 3              | 0              |
| 2004           | 6              | 0              |
| 2005           | 5              | 0              |
| 2006           | 11             | 0              |
| 2007           | 9              | 0              |
| 2008           | 18             | 0              |
| 2009           | 16             | 0              |
| 2010           | 11             | 0              |
| 2011           | 2              | 0              |
| 2012           | 13             | 0              |
| 2013           | 1              | 0              |
| 2014           | 4              | 0              |
| 2016           | 4              | 0              |
| 2017           | 9              | 0              |
| 2018           | 3              | 0              |
| 总计           | 159            | 0              |

## 荣誉

### 俱乐部荣誉

#### 阿尔阿赫利
- 阿拉伯俱乐部冠军杯：1996
- 阿拉伯超级杯（2）：1997和1998
- 埃及足球甲级联赛（8）：1996–97、1997–98、1998–99、1999–2000、2004–05、2005–06、2006–07和2007–08
- 埃及足球杯（4）：2000–01、2002–03、2005–06、2006–07
- 埃及超级杯（4）：2003、2005、2006和2007
- 非洲冠军联赛（4）：2001、2005、2006和2008
- 非洲超级杯（3）：2002、2006和2007

#### 锡永
- 瑞士杯：2008-09

#### 阿尔梅里赫
- 苏丹足球甲级联赛（英语：Sudan Premier League）：2011
- 苏丹杯（英语：Sudan Cup）：2012

### 埃及国家足球队
- 全非运动会：1995
- 非洲杯足球赛（4）：1998、2006、2008和2010
- 泛阿拉伯运动会：2007

### 个人荣誉
- 非洲杯足球赛最佳守门员（3）：2006、2008和2010